# Waters of Change
Waters of Change ist das zweite Studioalbum der schottischen Progressive-Rock-Band Beggars Opera, das 1971 bei Vertigo Records erschien.

## Musikstil
Gegenüber seinem Vorgänger Act One zeichnet sich Waters of Change durch einen stilistisch abwechslungsreicheren, orgel- und mellotronbetonen Sound aus, der weiter von The Nice und der frühen Phase (Mark I) von Deep Purple entfernt ist, und weniger Einflüsse aus der klassischen Musik beinhaltet. Der anachronistisch anmutende Titel Time Machine ist der bekannteste Hit der Band. Daneben enthält das Album einige längere Titel wie The Fox, Festival und I’ve no Idea, aber auch kurze Stücke wie Silver Peacock (Intro), Impromptu und das an schottische Klagelieder erinnernde Lament, mit Laufzeiten von deutlich unter 2 Minuten sind.
Das Album wird häufig das beste Werk der Band bezeichnet.

## Titelliste
| Nr. | Titel        | Autor(en)                   | Länge |
| --- | ------------ | --------------------------- | ----- |
| 1.  | Time Machine | Park, Griffiths, Gardiner   | 8:00  |
| 2.  | Lament       | Park, Wilson                | 1:51  |
| 3.  | I’ve No Idea | Park, Griffiths             | 7:42  |
| 4.  | Nimbus       | Sellar, Griffiths, Gardiner | 3:43  |

| Nr.          | Titel                  | Autor(en)                  | Länge |
| ------------ | ---------------------- | -------------------------- | ----- |
| 5.           | Festival               | Park, Griffiths, Erskine   | 6:00  |
| 6.           | Silver Peacock (Intro) | Griffiths, Scott           | 0:22  |
| 7.           | Silver Peacock         | Park, Griffiths, Scott     | 6:33  |
| 8.           | Impromptu              | Gardiner, Scott            | 1:14  |
| 9.           | The Fox                | Gardiner, Griffiths, Scott | 6:52  |
| Gesamtlänge: | Gesamtlänge:           | Gesamtlänge:               | 42:03 |